# Dong Haichuan
Dong Haichuan ou Tung Hai Chuan (董海川) (13 de Outubro de 1797 em Hebei, China - 25 de Outubro de 1882 em Beijing, China) foi um mestre muito famoso em sua época por desenvolver o Bagua Zhang.
Dong Haichuan começou a demonstrar e ensinar o Bagua Zhang na metade de 1860 em Beijing, onde estabeleceu rapidamente sua reputação como um sistema de combate muito efetivo.
Historicamente é a mais recente das três principais artes marciais chinesas internas tradicionais, as outras duas são o Taiji e o Xing Yi.
Bagua Zhang quer dizer palma dos oito trigramas, a estrutura do sistema está baseada literalmente na filosofia taoista. Dong é reputado ter aprendido o sistema de um velho taoísta nas montanhas, mas sua origem exata permanece um mistério.
Dong trabalhou como guarda-costas e depois como cobrador de impostos para o Príncipe Su no Tribunal Imperial. Usando o Bagua Zhang ele era invencível em brigas, desde este período até a sua morte em 1882.